# Hypophthalmus oremaculatus
Hypophthalmus oremaculatus es una especie de pez de la familia Hypophthalmidae en el orden de los Siluriformes.

## Hábitat
Es un pez de agua dulce y de clima tropical.

## Distribución geográfica
Se encuentran en Sudamérica:  cuenca del río Paraná.